# Войнович Брдо
45°16′ пн. ш. 15°37′ сх. д. / 45.27° пн. ш. 15.62° сх. д.
Войнович Брдо (хорв. Vojnović Brdo) — населений пункт у Хорватії, у Карловацькій жупанії у складі громади Крняк.

## Населення
Населення за даними перепису 2011 року становило 9 осіб.
Динаміка чисельності населення поселення: